# Shunta Araki
Shunta Araki (japanisch 荒木 駿太 Araki Shunta; * 24. Oktober 1999 in der Präfektur Fukuoka) ist ein japanischer Fußballspieler.

## Karriere
Shunta Araki erlernte das Fußballspielen in der Schulmannschaft der Nagasaki IAS High School sowie in der Universitätsmannschaft der Komazawa-Universität. Seinen ersten Profivertrag unterschrieb er am 1. Februar 2022 bei Sagan Tosu. Der Verein aus Tosu, einer Stadt in der Präfektur Saga, spielt in der ersten japanischen Liga. Sein Erstligadebüt gab Shunta Araki am 6. März 2022 (3. Spieltag) im Auswärtsspiel gegen Nagoya Grampus. Hier wurde er in der 66. Minute für Taichi Kikuchi eingewechselt. Das Spiel endete 1:1. In seiner ersten Profisaison bestritt er zwölf Erstligaspiele. Zu Beginn der Saison 2023 wechselte er auf Leihbasis zum Zweitligisten FC Machida Zelvia. Am Ende der Saison 2023 feierte er mit Machida die Zweitligameisterschaft sowie den Aufstieg in die erste Liga. Nach dem Aufstieg wurde Araki im Februar 2024 fest von Machida unter Vertrag genommen. Nach einer Spielzeit wechselte er im Januar 2025 zum Zweitligisten Vegalta Sendai.

## Erfolge
FC Machida Zelvia
- Japanischer Zweitligameister: 2023  ▲